# Passiflora linda
Passiflora linda är en passionsblomsväxtart som beskrevs av J.L. Panero. Passiflora linda ingår i släktet passionsblommor, och familjen passionsblomsväxter. Inga underarter finns listade i Catalogue of Life.